# حقي آلتون بزر
حقي آلتون بزر (بالتركية: İsmail Hakkı Altınbezer)‏ (1289 - 1365 هـ / 1880 - 1945 م) هو خطاط تركي.
هو إسماعيل حقي بن محمد علي الخطاط، ولفظة آلتون بَزَر مضافة لإسمه وتعني نقاش الذهب. درس الخط على أبيه منا، وأخذ الديواني عن الخطاط سامي أفندي. له آثار في مساجد إسطنبول ويلدز. اشتهر برسم الطغراء «طغراكش».